# (4540) Oriani
(4540) Oriani es un asteroide perteneciente al cinturón de asteroides, descubierto el 6 de noviembre de 1988 por el equipo del Observatorio Astronómico de San Vittore desde el Observatorio Astronómico de San Vittore, Bolonia, Italia.

## Designación y nombre
Designado provisionalmente como 1988 VY1. Fue nombrado Oriani en honor al astrónomo italiano Barnaba Oriani que fue director del Observatorio de Brera en Milán, entre 1802 y 1832. Estudió las órbitas de los planetas,  Urano en particular.

## Características orbitales
Oriani está situado a una distancia media del Sol de 2,666 ua, pudiendo alejarse hasta 3,138 ua y acercarse hasta 2,195 ua. Su excentricidad es 0,176 y la inclinación orbital 6,352 grados. Emplea 1590 días en completar una órbita alrededor del Sol.

## Características físicas
La magnitud absoluta de Oriani es 12,5. Tiene 14,936 km de diámetro y su albedo se estima en 0,087.